# Томи
Томи (яп. 東御市 То:ми-си) — город в Японии, находящийся в префектуре Нагано. Площадь города составляет 112,30 км², население — 30 048 человек (1 августа 2014), плотность населения — 267,57 чел./км².

## Географическое положение
Город расположен на острове Хонсю в префектуре Нагано региона Тюбу. С ним граничат города Уэда, Коморо, Саку, посёлок Татесина и село Цумагои.

## Население
Население города составляет 30 048 человек (1 августа 2014), а плотность — 267,57 чел./км². Изменение численности населения с 1980 по 2005 годы:
| 1980 | 26 841 чел. |  |
| 1985 | 27 884 чел. |  |
| 1990 | 28 954 чел. |  |
| 1995 | 30 157 чел. |  |
| 2000 | 30 944 чел. |  |
| 2005 | 31 271 чел. |  |

## Символика
Деревом города считается орех, цветком — Rhododendron molle.